# Pristaulacus longicornis
Pristaulacus longicornis är en stekelart som beskrevs av Jean-Jacques Kieffer 1911. Pristaulacus longicornis ingår i släktet Pristaulacus och familjen vedlarvsteklar. Inga underarter finns listade i Catalogue of Life.